# Adam Brooks
Adam Brooks (Toronto, 3 settembre 1956) è un regista e sceneggiatore canadese.

## Biografia
Il suo debutto risale al 1985 quando scrive e dirige il film indipendente Una coppia quasi perfetta, premiato con il premio speciale della giuria al Sundance Film Festival, nel 1989 dirige una versione cinematografica di Cappuccetto Rosso con Isabella Rossellini, successivamente scrive le sceneggiature per commedie di successo come French Kiss ed Amori & incantesimi.
Nel 2001 torna alla regia, dirigendo il drammatico Verità apparente, in seguito lavora per alcune commedie romantiche come Wimbledon e Che pasticcio, Bridget Jones!, mentre nel 2008 scrive e dirige la commedia romantica Certamente, forse con protagonista Ryan Reynolds.

## Filmografia

### Regista
- Una coppia quasi perfetta (Almost You) (1985)
- Cappuccetto Rosso (Red Riding Hood) (1988)
- Verità apparente (The Invisible Circus (2001)
- Certamente, forse (Definitely, Maybe) (2008)
- La lista dei miei desideri (The Life List) (2025)

### Sceneggiatore
- Una coppia quasi perfetta (Almost You) (1985)
- French Kiss) (1995)
- Subway Stories - Cronache metropolitane (segmento Subway Car from Hell) (1997)
- Beloved (1998)
- Amori & incantesimi (Practical Magic) (1998)
- Verità apparente (The Invisible Circus) (2001)
- Wimbledon (2004)
- Che pasticcio, Bridget Jones! (Bridget Jones: The Edge of Reason) (2004)
- Certamente, forse (Definitely, Maybe) (2008)